# NumPy
NumPy è una libreria open source per il linguaggio di programmazione Python, che aggiunge supporto a grandi matrici e array multidimensionali insieme a una vasta collezione di funzioni matematiche di alto livello per poter operare efficientemente su queste strutture dati.
È stato creato nel 2005 da Travis Oliphant basandosi su Numeric di Jim Hugunin.
NumPy si rivolge all'implementazione di riferimento CPython di Python, che è un interprete di bytecode non ottimizzante. Gli algoritmi matematici scritti per questa versione di Python spesso vengono eseguiti molto più lentamente degli equivalenti compilati. NumPy affronta il problema della lentezza in parte fornendo array multidimensionali e funzioni e operatori che operano in modo efficiente sugli array; l'utilizzo di questi richiede la riscrittura del codice, principalmente loop interni, utilizzando NumPy.

## Esempio d'utilizzo
Il seguente esempio mostra come poter disegnare un grafico con NumPy e Matplotlib.
```
>>>
 
import
 
numpy

>>>
 
from
 
matplotlib
 
import
 
pyplot

>>>
 
x
 
=
 
numpy
.
linspace
(
0
,
 
2
 
*
 
numpy
.
pi
,
 
100
)

>>>
 
y
 
=
 
numpy
.
sin
(
x
)

>>>
 
pyplot
.
plot
(
x
,
 
y
)

>>>
 
pyplot
.
show
()

```